# Säkularinstitut der Scalabrini-Missionarinnen
Das Säkularinstitut der Scalabrini-Missionarinnen (italienisch Missionarie Secolari Scalabriniane, kurz MSS) ist ein internationales Institut des geweihten Lebens. Innerhalb der Scalabrini-Familie, bestehend aus den Scalabrini-Missionaren (Congregatio Scalabriniana, CS) und den Scalabrini-Missionarinnen (Suore Missionarie di San Carlo Borromeo – Scalabriniane, MSCS), bildet die als Säkularinstitut anerkannte Gemeinschaft den dritten Orden. Das Institut wurde 1961 gegründet und hat seinen Hauptsitz in Solothurn in der Schweiz. Die Mitglieder orientieren sich an den Werken des Gründers der Scalabrini-Missionare, dem Bischof Giovanni Battista Scalabrini (1839–1905).

## Geschichte

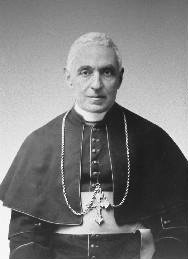
Bischof Giovanni Battista Scalabrini

Die Italienische Katholische Mission hatte in den frühen Monaten des Jahres 1961 ihren Sitz in Solothurn eingerichtet. Sie betreute die große Anzahl der italienischen Gastarbeiter in der Schweiz. Die Leitung der Mission oblag den Scalabrini-Missionaren, die sich in der Auslandsseelsorge für alle seelsorgerischen, sozialen und arbeitsrechtlichen Belange einsetzten. Adelia Firetti, eine junge Lehrerin aus dem Bistum Piacenza, kam im Juli 1961 in die Katholische Mission und sollte den Aufbau einer Schule übernehmen. Das Projekt scheiterte an Verwaltungsbestimmungen und Firetti sollte nach Italien zurückkehren. Sie blieb auf eigenen Entschluss in Solothurn und übernahm organisatorische Arbeiten im Sinne einer Gemeindereferentin. Mit diesem Ansatz und dem Engagement verbunden entwickelte sich eine missionarische Gemeinschaft. Die Scalabrini-Missionare und die Offiziellen der Ortskirchen unterstützten die Arbeit und am 25. Juli 1961 gründete Adelia Firetti in Solothurn, Schweiz, das zukünftige Säkularinstitut der Scalabrini-Missionarinnen. Sie widmeten sich von diesem Zeitpunkt an der Betreuung von italienischen Migranten und wollten mitten in der Welt ihren Dienst erbringen. 1990 erfolgte die Anerkennung zum Säkularinstitut und die Anzahl der Missionarinnen ist bis auf 50 Mitglieder aufgewachsen.

## Lebensform
Die Mitglieder leben in der Nachfolge Jesu Christi, sie leben einen säkularen Lebensstil. Sie gestalten ihr Leben mitten in der Welt und folgen den Evangelischen Räten in Armut, Ehelosigkeit und Gehorsam. Die Frauen entscheiden sich für ein geweihtes Leben.

## Organisation
Es gibt Niederlassungen in der Schweiz, in Italien, in Brasilien und in Mexiko. In Deutschland existieren internationale Zentren im Erzbistum Köln, im Bistum Limburg, im Erzbistum München und Freising und im Bistum Rottenburg-Stuttgart. In den internationalen Zentren finden Begegnungstage und Weiterbildungsveranstaltungen statt. Sie sind auch Anlaufstellen für neue Migranten und Treffpunkt zum Erfahrungsaustausch. In den Zentren arbeiten Mitglieder aus Australien, Brasilien, Deutschland, Frankreich, Italien, Mexiko, Paraguay, Schweiz und der Slowakei.
Das Säkularinstitut publiziert auf Italienisch, Deutsch, Portugiesisch und Spanisch die Zeitschrift „Auf den Wegen des Exodus“.